# Franqueville-Saint-Pierre
Franqueville-Saint-Pierre là một xã thuộc tỉnh Seine-Maritime trong vùng Normandie miền bắc nước Pháp.

## Huy hiệu
| Arms of Franqueville-Saint-Pierre | The arms of Franqueville-Saint-Pierre are blazoned: Azure, a chevron between 2 cocks respectant Or, a tower argent. |

## Dân số
| Năm | 1962 | 1968 | 1975 | 1982 | 1990 | 1999 | 2006 |
| --- | ---- | ---- | ---- | ---- | ---- | ---- | ---- |
| Dân số | 1209 | 1888 | 2320 | 3551 | 4230 | 5099 | 5553 |
| From the year 1962 on: No double counting—residents of multiple communes (e.g. students and military personnel) are counted only once. |      |      |      |      |      |      |      |